# Mercedes-Benz SLK-класс
Mercedes-Benz SLK-класс (от нем. Sportlich Leicht Kurz — «спортивный, лёгкий, короткий») — серия компактных родстеров класса люкс немецкой автомобильной марки Mercedes-Benz. Состоит из трёх поколений автомобилей: R170, дебютировавшего весной 1996 года, R171, представленного в 2004 году, и R172, выпускавшегося с 2011 года.
Первая концептуальная модель серии под названием SLK II была представлена на Парижском автосалоне в 1994 году. Особенностью новинки стал жёсткий складной верх. Автомобиль поступил в продажу через два года в Европе, а в 1997 году попал на рынок США. Сборка была налажена в Бремене, Германия.
Позже, в 2004 году, было представлено второе поколение, ставившее целью увеличить вместительность автомобиля без изменения его габаритов. Помимо базовых моделей были также представлены модификации от подразделения Mercedes-AMG, в том числе Black Series. В 2008 году автомобиль претерпел рестайлинг, слегка затронувший экстерьер и модельный ряд двигателей.
В 2011 году дебютировало третье поколение, основной особенностью которого стала система MAGIC SKY CONTROL — стеклянная крыша с регулируемой степенью прозрачности.
В конце 2016 года, после проведения рестайлинга третьего поколения (R172), компания приняла решение о переименовании серии автомобилей на Mercedes-Benz SLC-класс в соответствии с пересмотренной номенклатурой обозначения моделей марки. Согласно новой схеме в названии родстеров будут применяться базовые символы «SL», а затем следовать короткое обозначение класса в соответствии с принятой иерархией. Соответственно новый «SLC» класс представляет собой компактные родстеры C-класса.

## История

### Разработка концепта

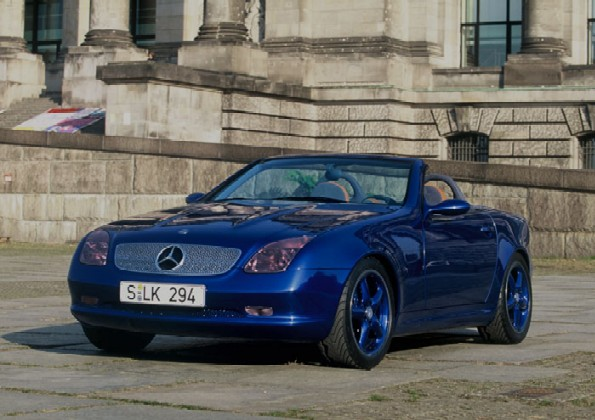
Концепт SLK II

В начале 1990-х годов, после запуска двухместного автомобиля R129 SL и появления Mazda MX-5, концерн Daimler-Benz принял решение создать собственный компактный родстер, который бы расположился в иерархии классов компании ниже SL-серии. К концу 1991 года шеф-дизайнер компании Mercedes-Benz Бруно Сакко представил первые эскизы, а в первой половине 1992 года были готовы  12 моделей в масштабе 1:5. К середине года пять из них были созданы в полном масштабе. В начале 1993 года совет компании выбрал и утвердил окончательный вариант проекта, а заявки на патенты были поданы 30 сентября 1993 года.
Концептуальная версия родстера от концерна Daimler-Benz была представлена весной 1994 года на Туринском автосалоне под именем SLK I. Позже, осенью того же года, на Парижском автосалоне дебютировала версия SLK II с откидным жёстким верхом, который складывался в багажное отделение при помощи электрогидравлической системы за 25 секунд, превращая автомобиль в кузове купе в кабриолет. Автомобиль с заднеприводной переднемоторной компоновкой оснащался четырёхцилиндровым бензиновым двигателем и пятиступенчатой механической трансмиссией.
Будучи одной из первых моделей, оснащённых складной жёсткой крышей, концептуальный автомобиль SLK-класса встал в ряд с такими автомобилями, как Mitsubishi 3000GT Spyder, Peugeot 306 Cabriolet, Lexus SC, Pontiac G6 и Chrysler Sebring. Концепция дизайна SLK-класса воплощала уже известные решения от SL-класса со своими собственными вариациями на темы  элегантности, динамичности и компактности. Некоторые идеи дизайнеры позаимствовали у ретро-автомобилей марки 50-х годов. В результате выработалась концепция футуризма, сочетающаяся с традиционным консерватизмом марки Mercedes-Benz. Ключевым элементом дизайна интерьера стала приборная панель, выполненная из очень лёгкого материала — углеродного волокна. Оправа для инструментов приборной панели была выполнена из алюминия, короткий рычаг переключения передач располагался по середине центрального тоннеля. Вторая версия концептуальной модели отличалась отделкой интерьера из натуральной кожи, в то время как в экстерьере преобладали синие тона — дань стране, в которой состоялся дебют автомобиля, так как синий цвет является традиционным цветом французских гоночных автомобилей. Петер Пфайффер, главный дизайнер марки тех годов, так прокомментировал дизайн новой разработки:

Мы должны оставаться верными себе, мы не претендуем на роль того, кем мы не являемся, то есть дизайнеров-модельеров. 
Оригинальный текст (англ.) We have to remain true to ourselves, we don't want to pretend to be something we're not, i.e. fashion designers. 

Кузов второй версии концептуального автомобиля отличался от первой лишь в незначительных деталях. Гораздо важнее были новые дуги безопасности и откидной жёсткий верх. Компания проработала многие детали пассивной безопасности автомобиля: чрезвычайно жёсткая конструкция кузова, прочная рама лобового стекла, система защиты пассажиров при опрокидывании автомобиля, а также преднатяжители ремней безопасности и подушки безопасности должны были должным образом обеспечивать сохранность жизней водителя и пассажиров. В 1996 году немецкая компания запустила родстер SLK-класса в серийное производство.

### Первое поколение (R170, 1996—2004)
Первый представитель серии роскошных компактных родстеров, автомобиль Mercedes-Benz R170, был представлен в 1996 году на Туринском автосалоне. Компания ставила цель составить конкуренцию автомобилям Porsche Boxster и BMW Z3 при помощи модели SLK 230 Kompressor, оснащавшейся 2,3-литровым двигателем с наддувом мощностью в 193 л.с. и автоматической или механической 5-ступенчатой коробкой передач на выбор. Отличительным элементом R170 стала откидная крыша («Vario Roof»), которая управлялась при помощи кнопки на центральной консоли. Она состояла из стального жёсткого верха, разделённого пополам вдоль поперечной оси. Обе половинки соединены кинематическим механизмом. При нажатии кнопки гидравлическая система с пятью цилиндрами контролирует полностью автоматический процесс складывания крыши, который тесно интегрирован с крышкой багажника. При сложенной крыше полезная ёмкость багажного отделения составляет 145 литров, в ином случае объём нагрузки увеличивается до 348 литров.

#### Рестайлинг (2000)
В 1997 году компания инициировала разработку обновления для R170. К началу 1998 года проектные работы по рестайлингу модели были завершены и запатентованы 2 февраля 1998 года. В феврале 2000 года состоялась официальная презентация обновлённого автомобиля, который получил новые передний и задний бампера, боковые юбки в цвет кузова и новые боковые зеркала с повторителями. Модельный ряд серии также был расширен за счёт включения новой версии начального уровня SLK 200 Kompressor и SLK 320, оснащённого новым V6 двигателем M112 E32. Технические усовершенствования включали добавление электронной системы стабилизации (ESP) и новой 6-ступенчатой механической коробки передач. Кроме того, стабилизатор поперечной устойчивости был усилен в передней оси и добавлен на задней.

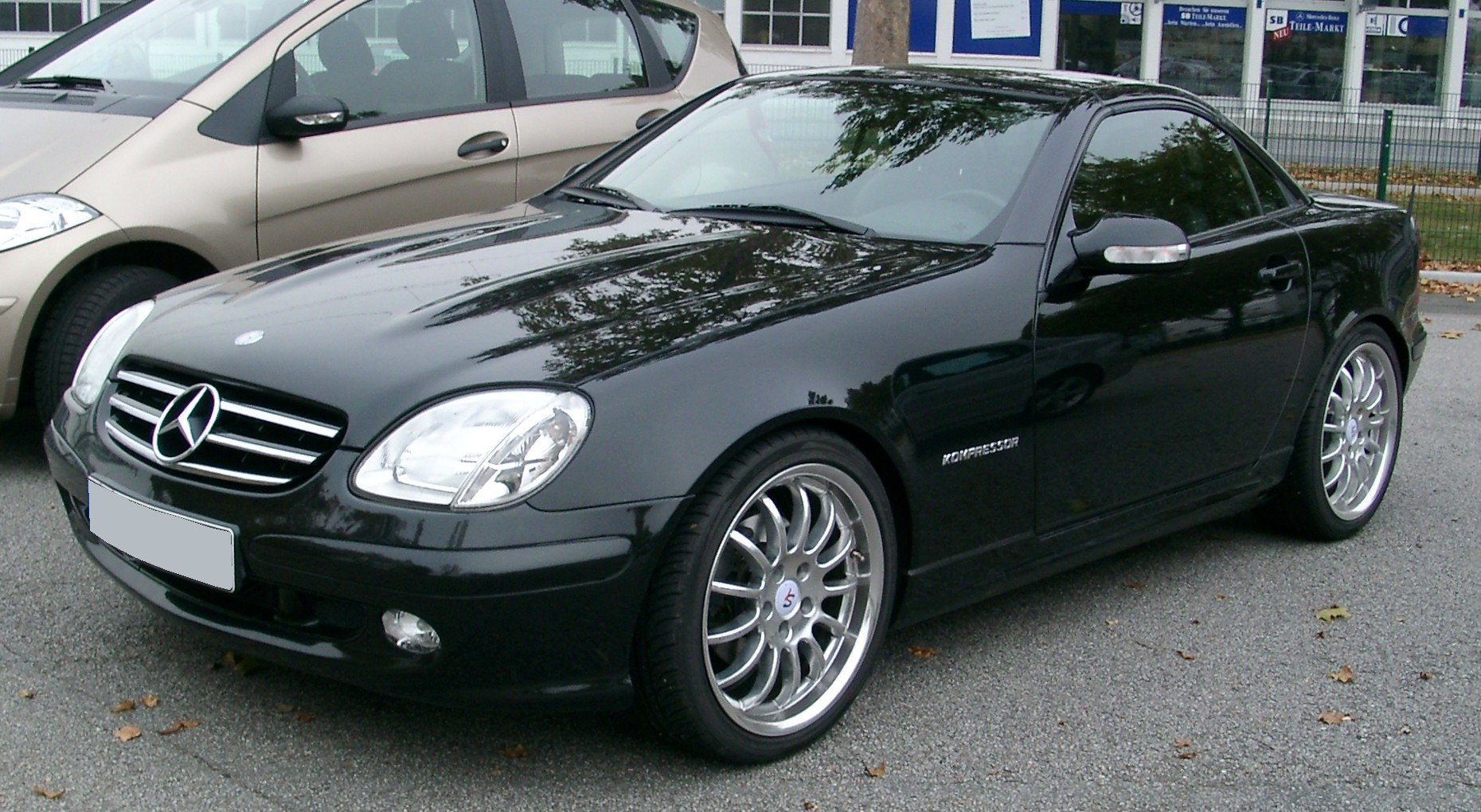
Mercedes-Benz R170, 1996—2000
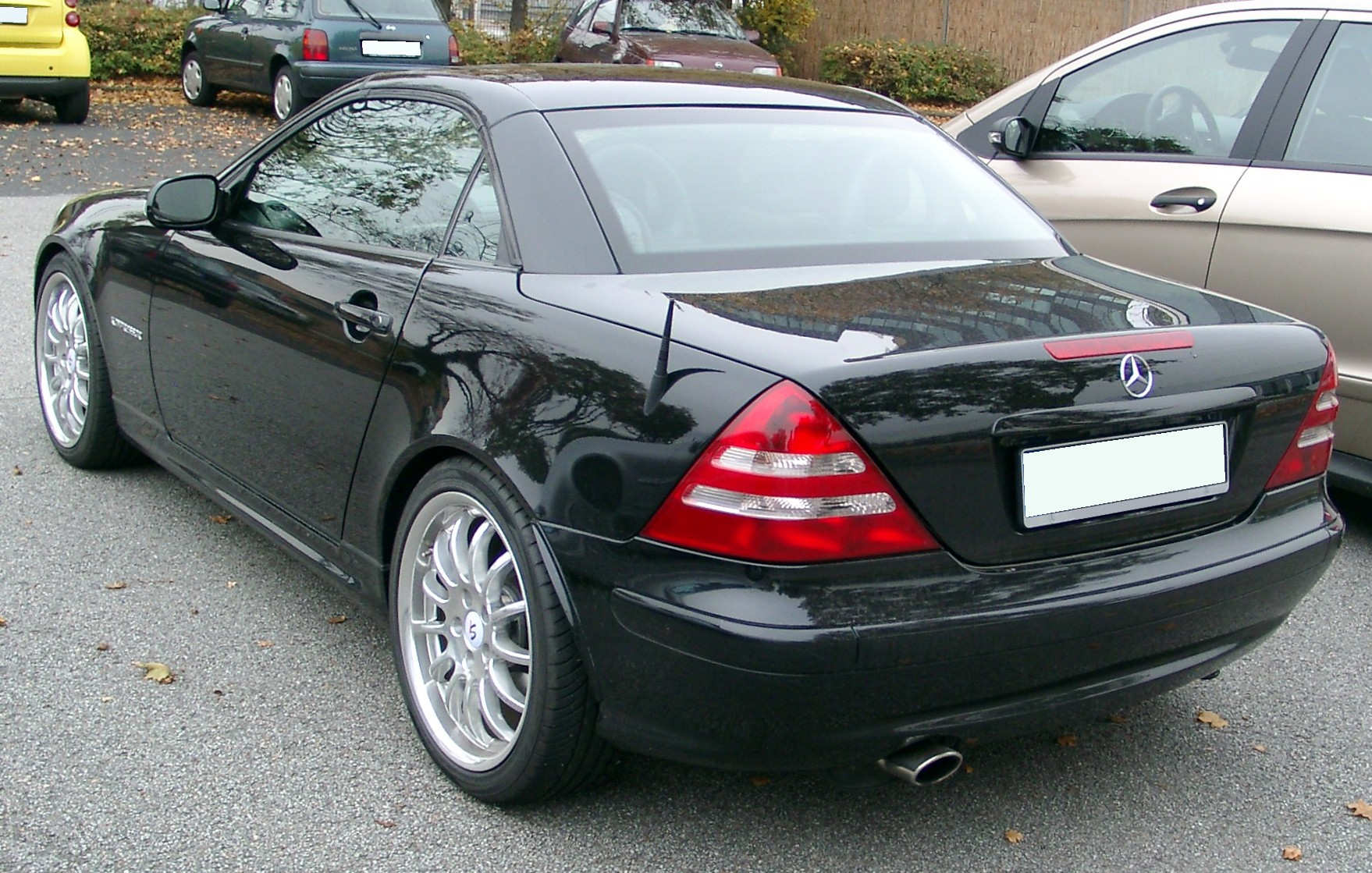
Mercedes-Benz R170, 1996—2000
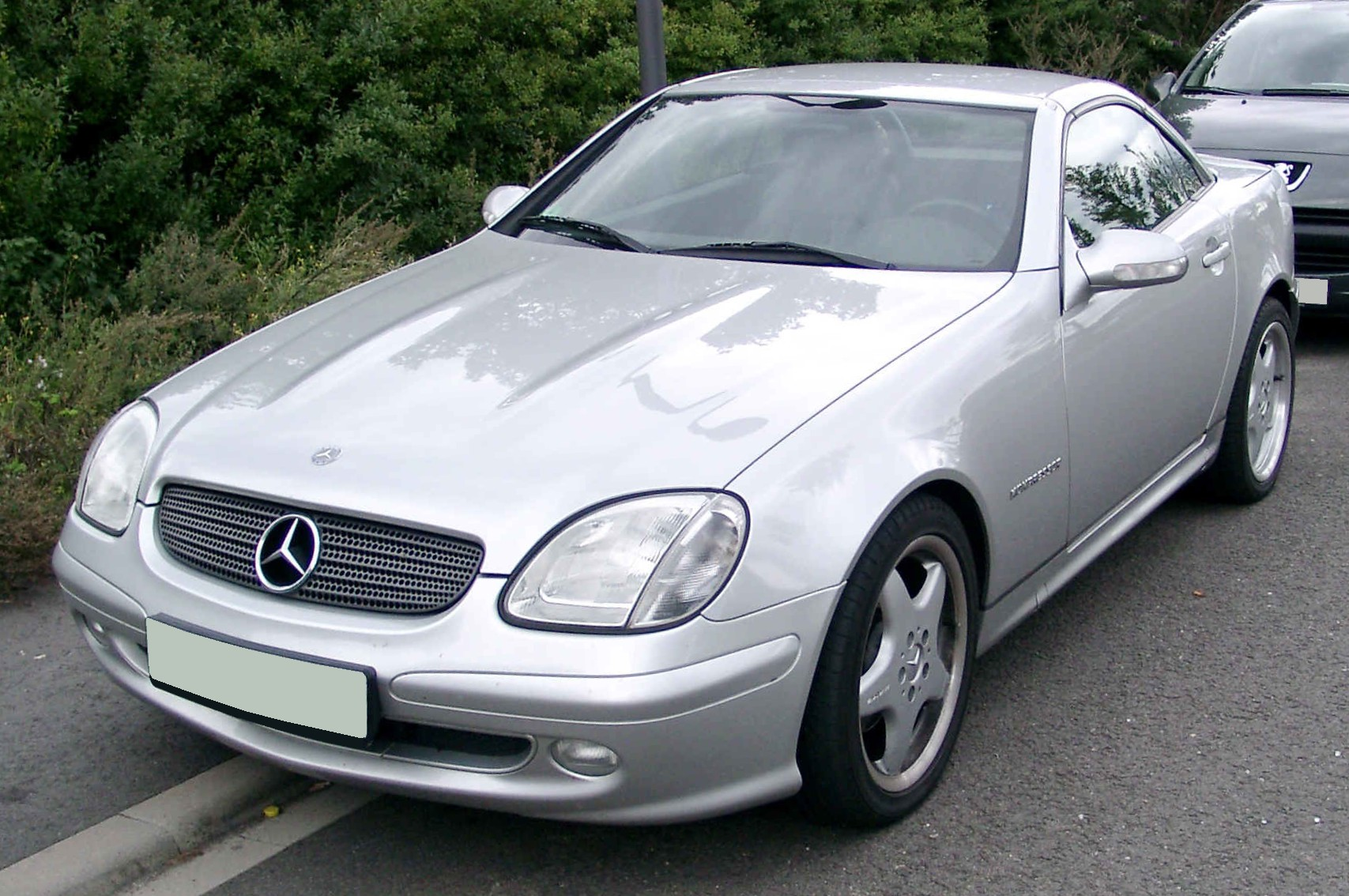
Mercedes-Benz R170, 2000—2004
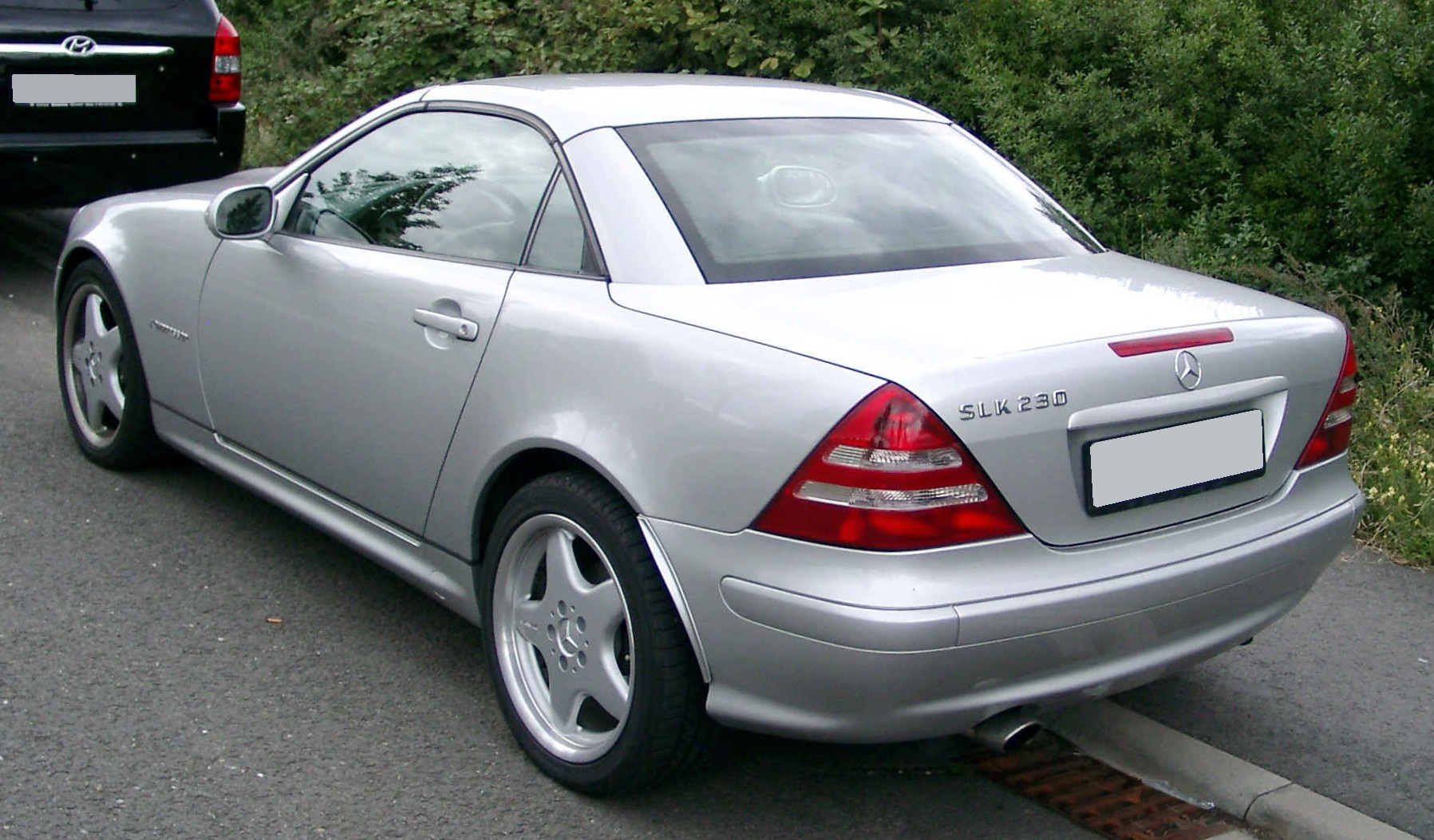
Mercedes-Benz R170, 2000—2004

В 2001 году компания представила высокопроизводительную модификацию от подразделения Mercedes-AMG — SLK 32 AMG. Автомобиль оснащался 3,2-литровым V6 двигателем с наддувом мощностью в 349 л.с. (260 кВт). Модель должна была стать прямым конкурентом таких автомобилей, как BMW M Roadster и Porsche Boxster S.
Производство первого поколения SLK-класса продолжалось до 7 апреля 2004 года. Всего было выпущено 308 000 автомобилей.

### Второе поколение (R171, 2004—2011)
В марте 2004 года компанией Mercedes-Benz был представлен автомобиль SLK-класса второго поколения, отличавшийся кардинальной сменой экстерьера (стал похож на Mercedes-Benz McLaren SLR) и обновлённой системой складывания крыши, которая, кроме ускорения работы (22 секунды против 25), стала занимать меньше места в багажном отделении. Mercedes-Benz R171 обладал рядом изменений по сравнению со своим предшественником: удлинённая колёсная база, увеличенные длина (+72 мм) и ширина (+65 мм), на 40% более широкое применение высокопрочной стали, новая семиступенчатая автоматическая коробка передач, адаптивные двухступенчатые подушки безопасности, боковые подушки безопасности и прочие изменения. Кроме того, на 63 литра увеличилась полезная нагрузка багажного отделения. Одной из самых интересных особенностей новой модели стала система принудительной подачи тёплого воздуха на уровне шеи пассажиров, которая получила название AIRSCARF. Полностью оцинкованный кузов, который показывал 19% улучшение в статическом изгибе и 46% улучшение в прочности на скручивание, также повысил свою аэродинамическую эффективность на 3% со значением Cd равным 0,32. Модельный ряд серии состоял из SLK 200 Kompressor, SLK 300, SLK 350 и SLK 55 AMG.

#### Рестайлинг (2008)
В январе 2008 года на автосалоне в Детройте дебютировала рестайлинговая версия второго поколения SLK-класса, запущенная в производство. До этого предварительные показы состоялись в декабре 2007 года. Фейслифтинг R171 включал новые силовые агрегаты с улучшенными характеристиками мощности (SLK 200 и 350) и лучшей топливной эффективностью. Внешние изменения ограничились модернизацией переднего бампера и новыми боковыми зеркалами.

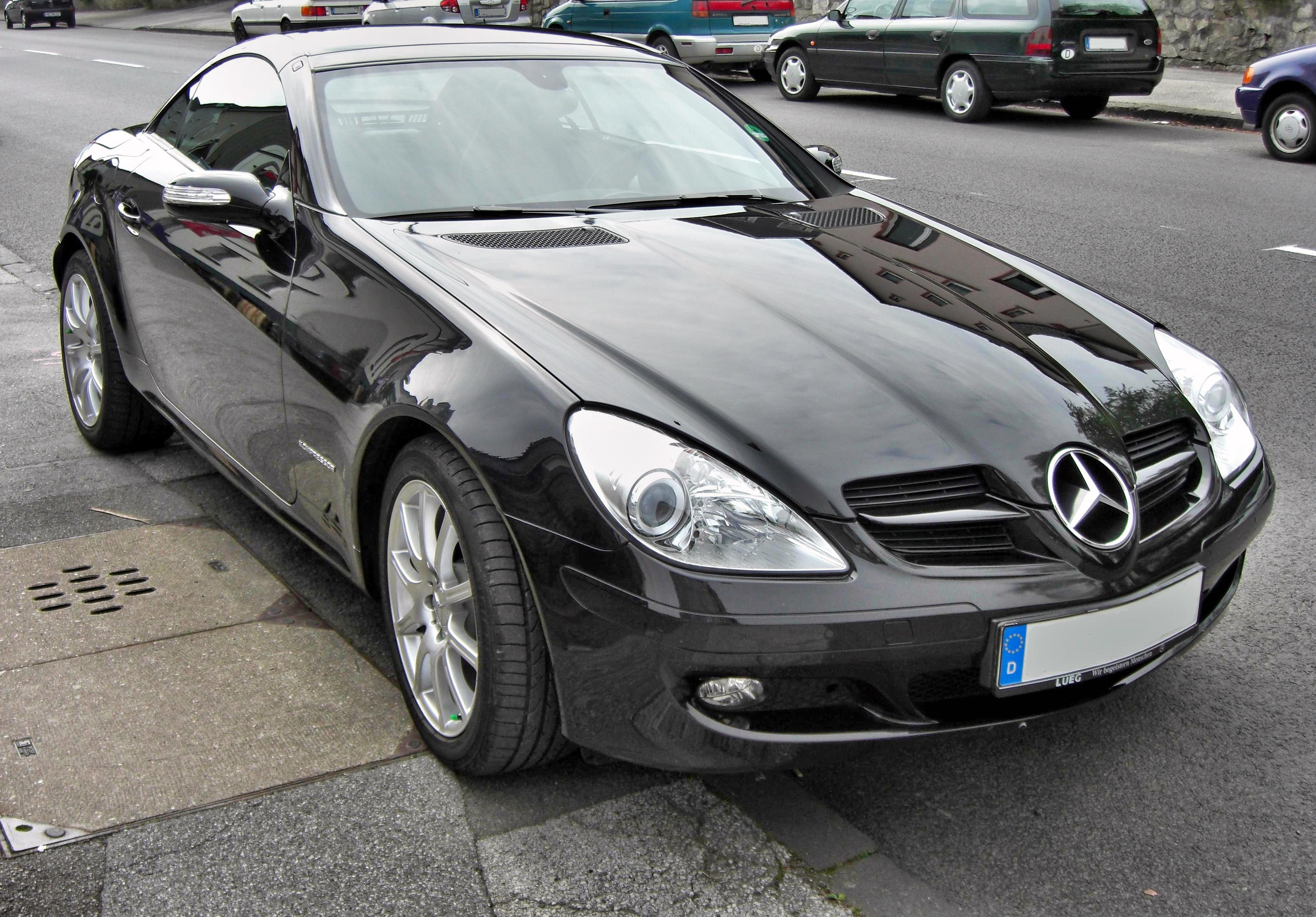
Mercedes-Benz R171, 2004—2008
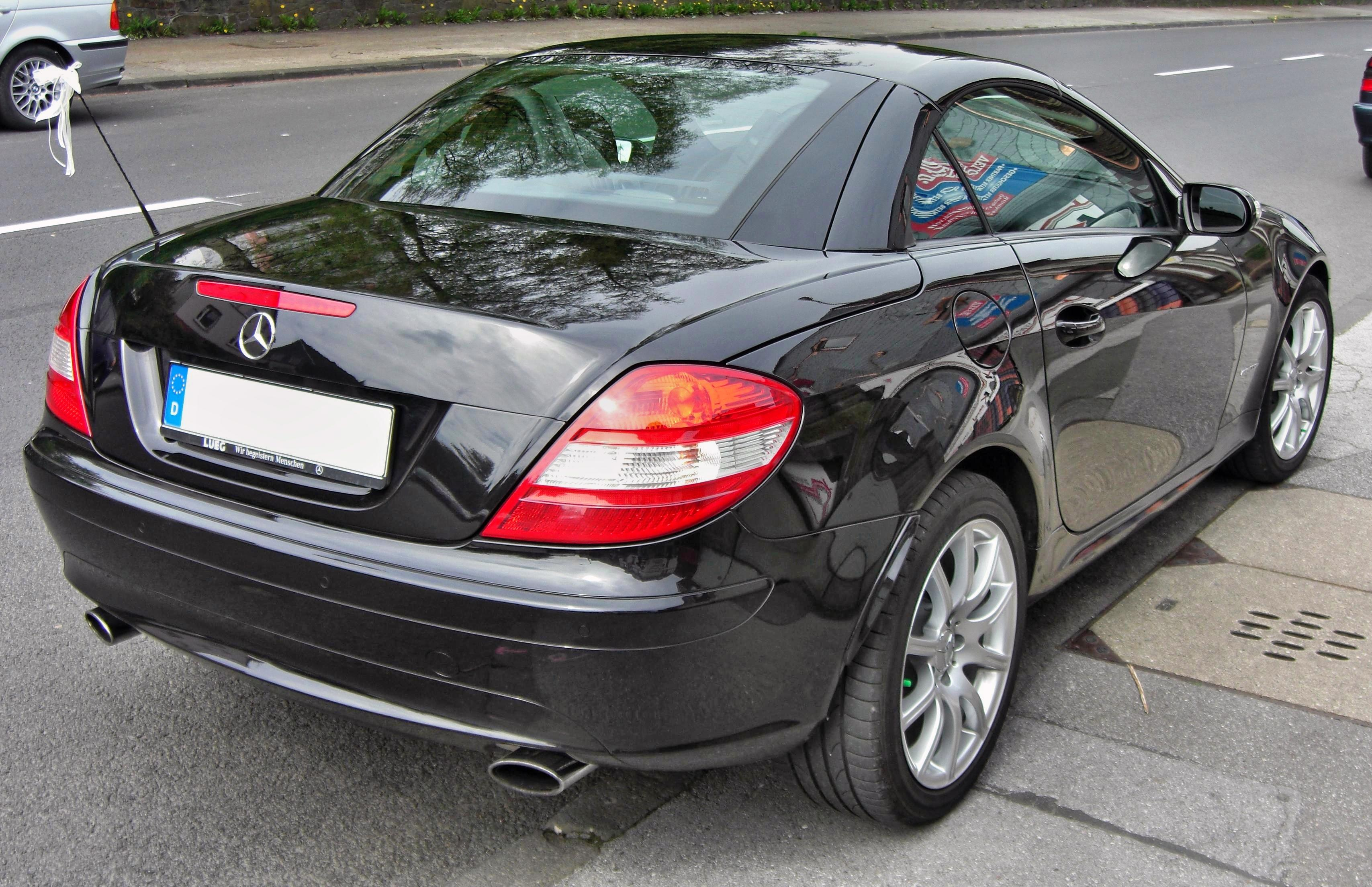
Mercedes-Benz R171, 2004—2008
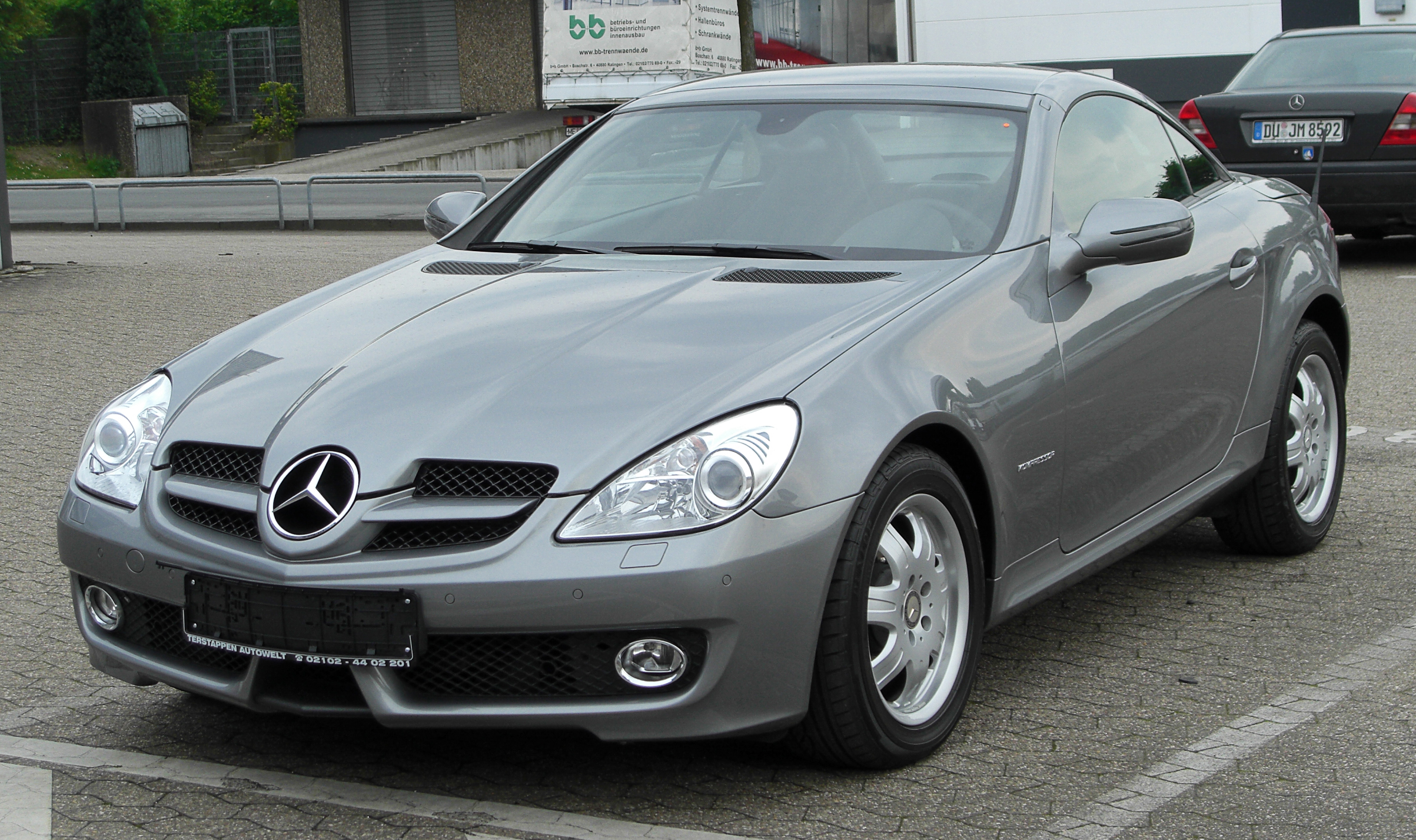
Mercedes-Benz R171, 2008—2011
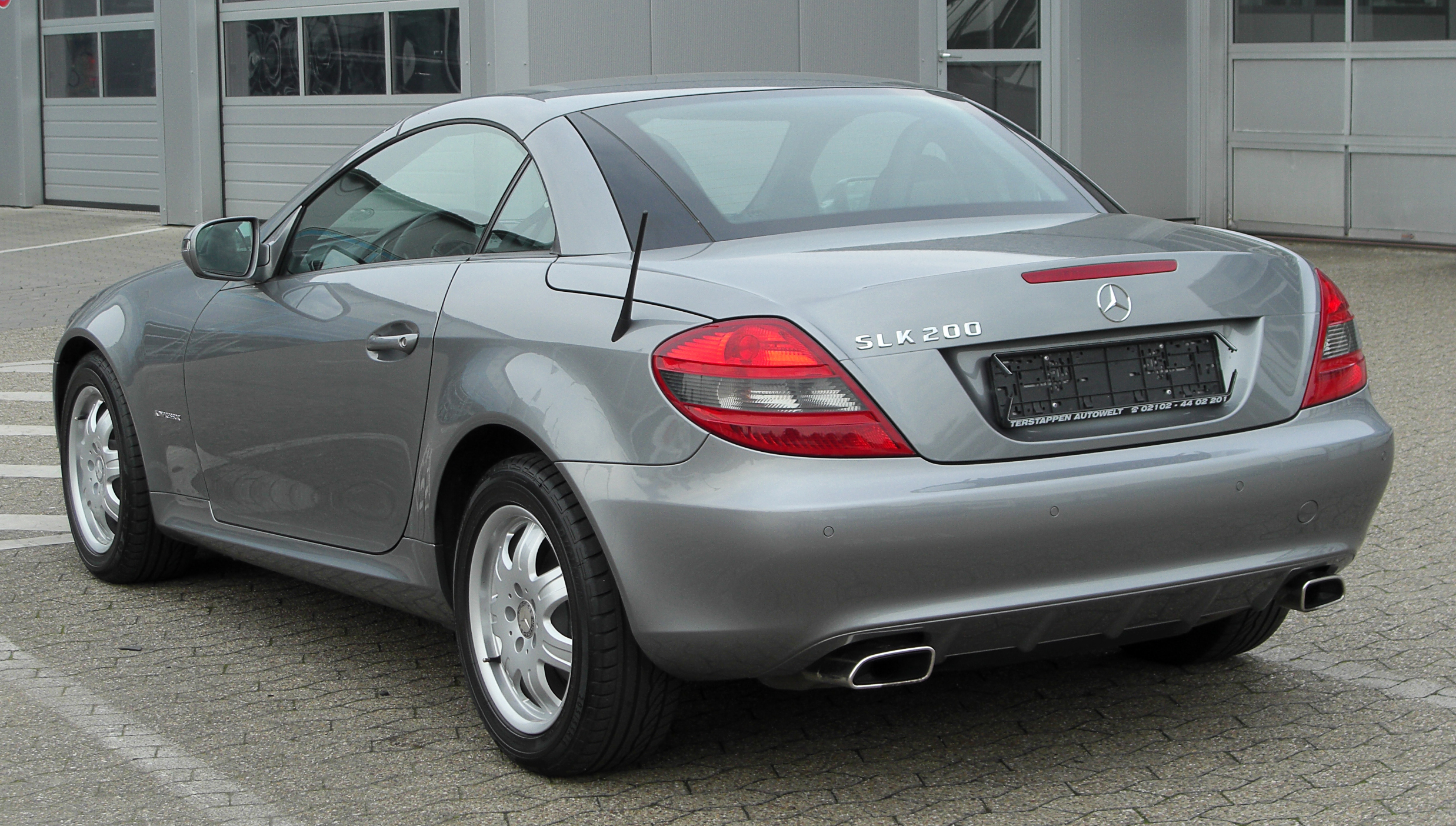
Mercedes-Benz R171, 2008—2011

Производство второго поколения SLK-класса завершилось в 2011 году.

### Третье поколение (R172, 2011—2016)
Разработка третьего поколения SLK-класса началась в 2005 году. Окончательный дизайн был одобрен советом компании в 2008 году. Официально Mercedes-Benz объявил о новом поколении компактных родстеров осенью 2010 года, что позволило автомобильным журналам протестировать замаскированный тестовый автомобиль за несколько месяцев до официального анонса в январе 2011 года. Официальный публичный дебют состоялся на Женевском автосалоне в марте 2011 года. Компания сделала достаточно необычный для неё шаг, выпустив несколько пресс-релизов в октябре и ноябре 2010 года, в которых сообщалось о новинках модели, в частности о системе Magic Sky Control, позволяющей изменять степень прозрачности складного верха.
Автомобиль третьего поколения SLK-класса, Mercedes-Benz R172, появился на рынке с весны 2011 года. Внешне модель стилизована под Mercedes-Benz SLS AMG. Модельный ряд начинается базовой моделью SLK 200 с 1,8-литровым рядным двигателем мощностью в 184 л.с. и заканчивается SLK 350, производительность которого составляет 306 лошадиных сил. Помимо заводских версий, существуют также модификация от подразделения Mercedes-AMG, представленная в 2012 году — SLK 55 AMG, которая оснащается 5,5-литровым V8 двигателем мощностью в 421 лошадиную силу.
В мае 2015 года в модельном ряде третьего поколения произошли некоторые изменения. В частности изменения коснулись SLK 200 и SLK 300 (заменила SLK 250). Все двигатели соответствуют нормам выбросов Евро-6. 9-ступенчатая автоматическая коробка передач 9G-Tronic вошла в стандартное оснащение моделей SLK 250D и SLK 300 (для SLK 200 доступно на заказ), а светодиодные дневные ходовые огни — для всех представителей серии. Расширилась цветовая гамма кузовов.

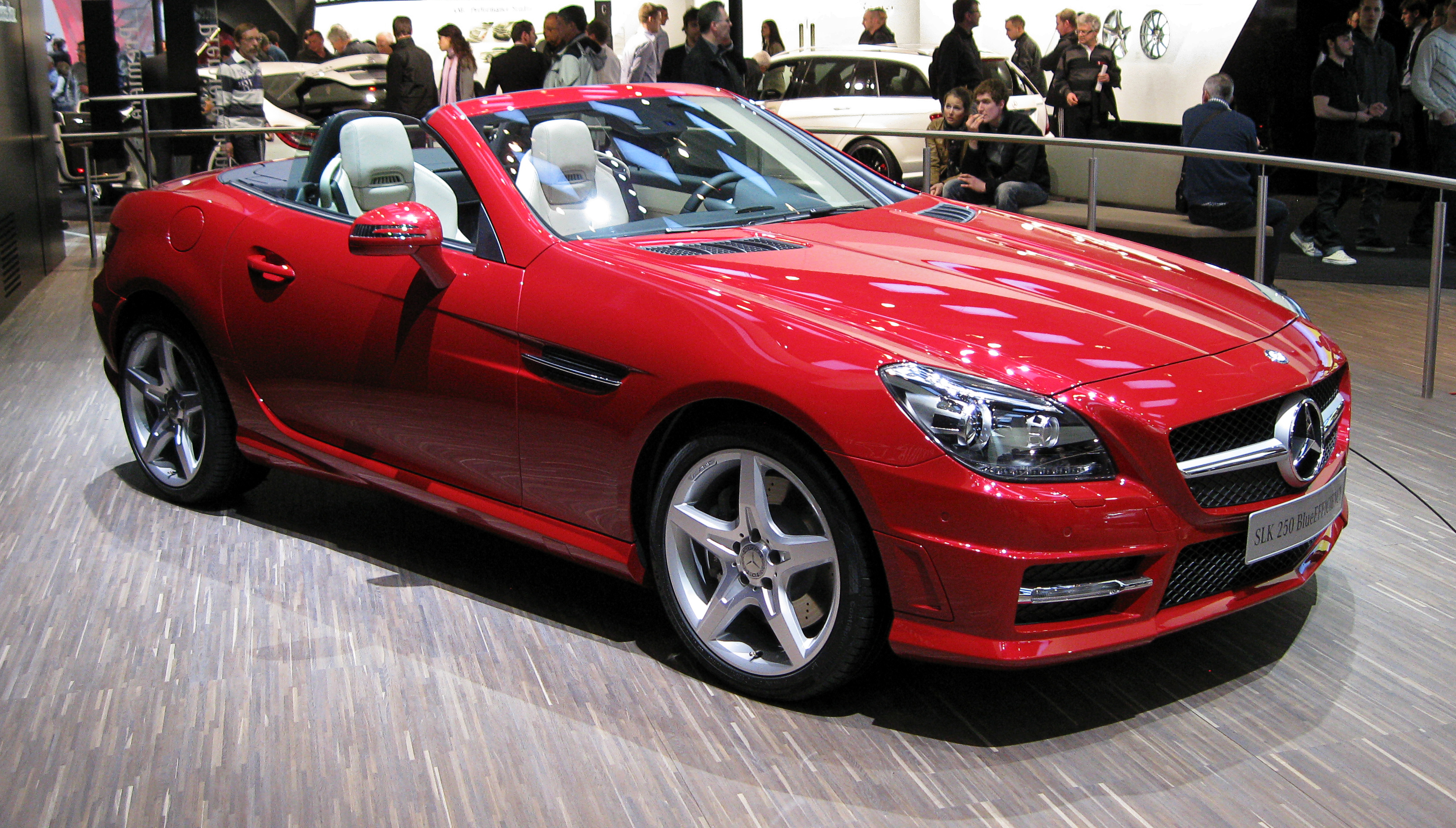
Mercedes-Benz R172, 2011—2016
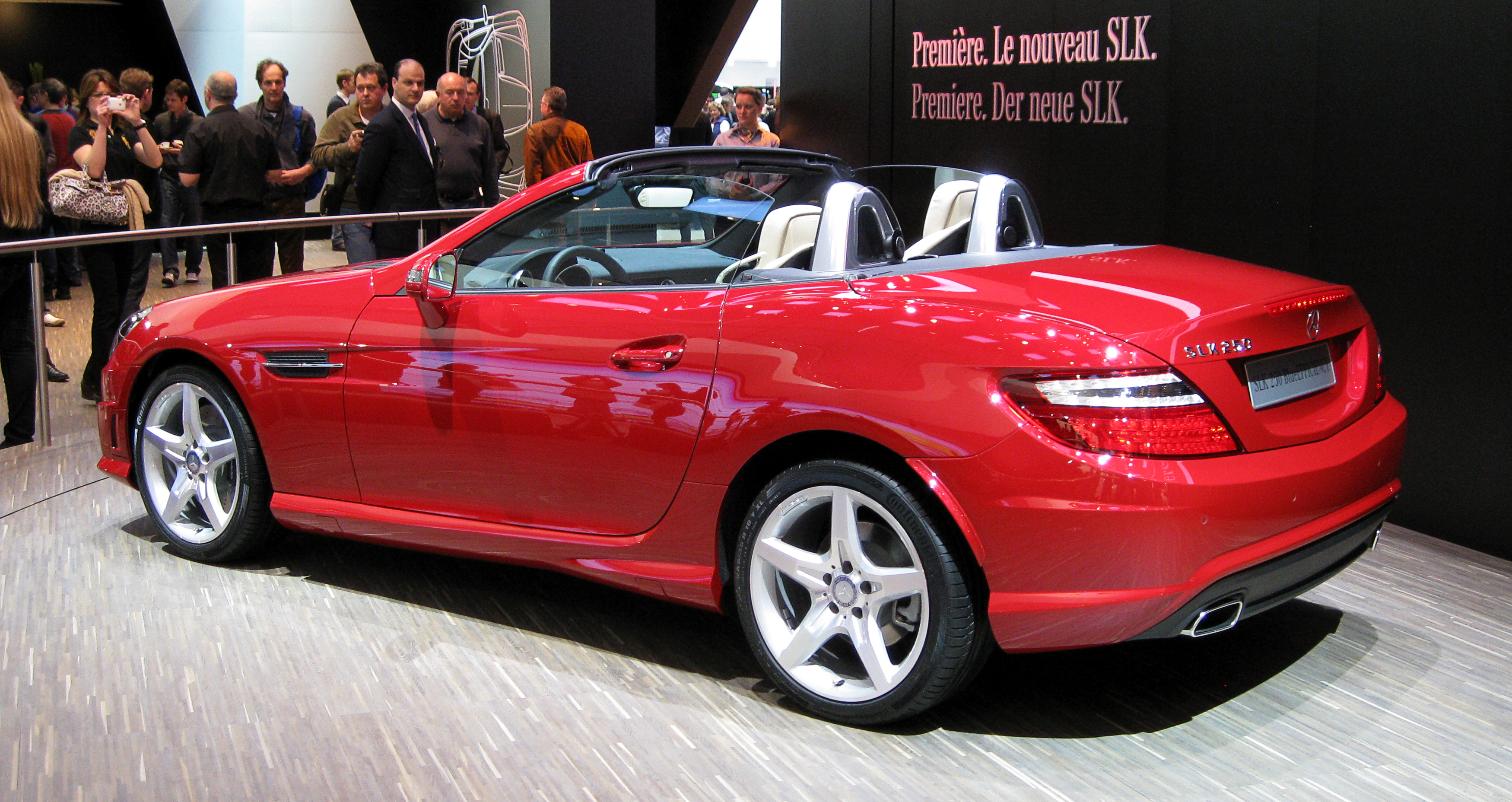
Mercedes-Benz R172, 2011—2016
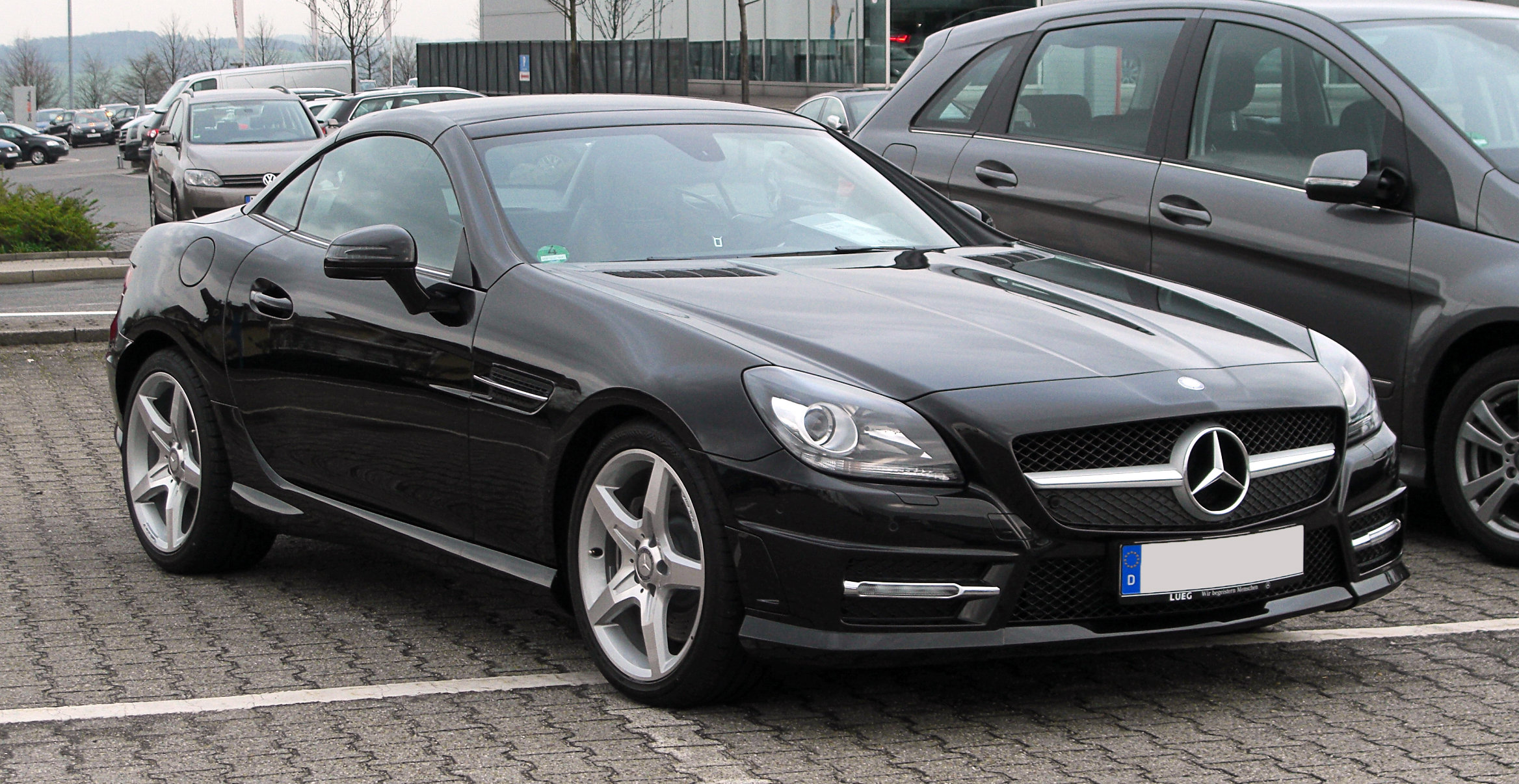
Mercedes-Benz R172, 2011—2016
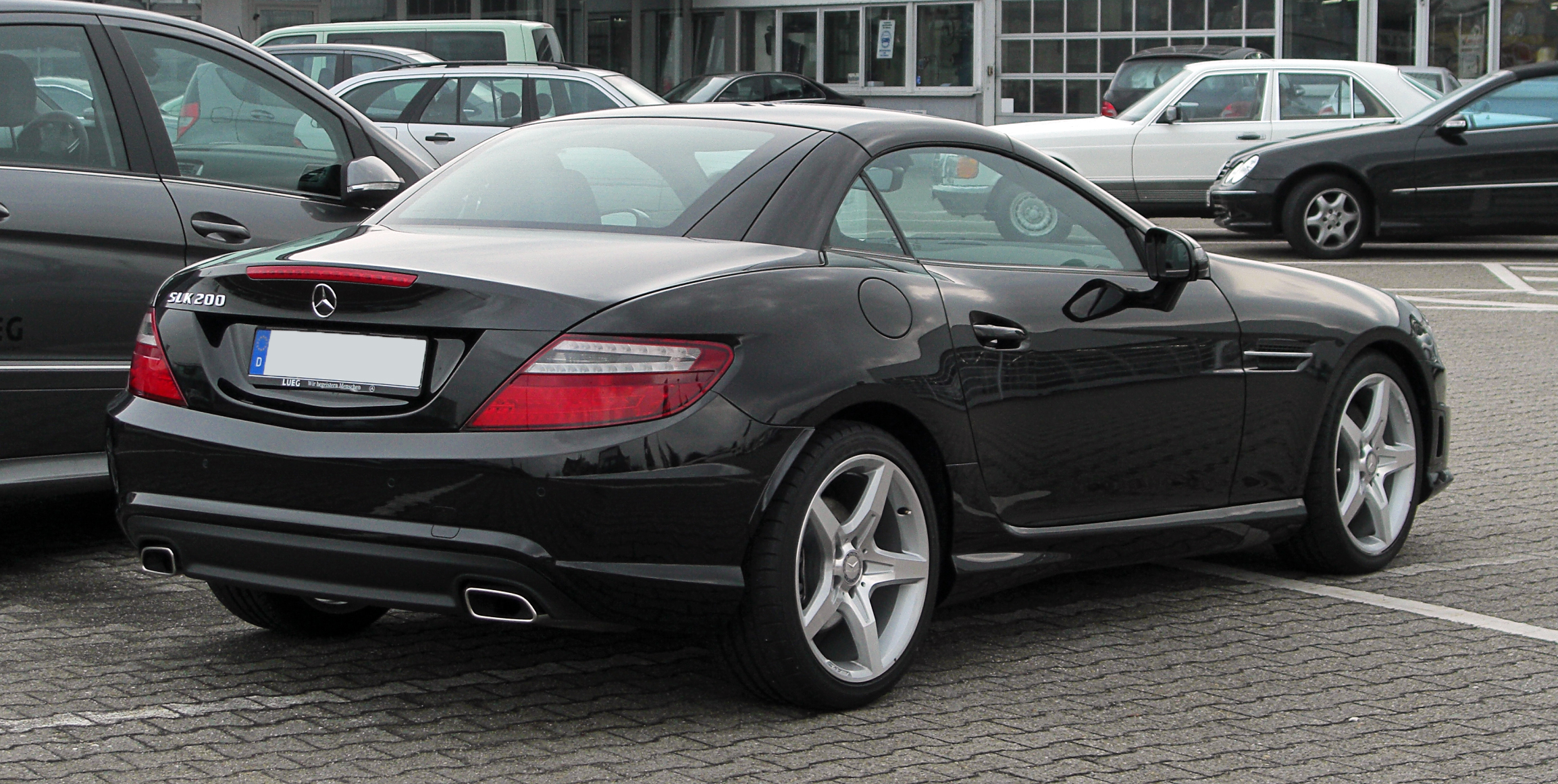
Mercedes-Benz R172, 2011—2016

#### SLC-класс (2016)
В декабре 2015 года компания Mercedes-Benz объявила прессе о переименовывании серии в SLC-класс. В марте 2016 года было объявлено, что дата запуска совпадает с 20-й годовщиной оригинального SLK. В этом же году была представлена рестайлинговая версия Mercedes-Benz R172, которая и вошла в новый SLC-класс немецкой марки.

## Производство и продажи

### Производство
Производство автомобилей SLK-класса было налажено в Бремене, Германия.

### Продажи
Статистика продаж компактного родстера SLK-класса на основных рынках сбыта выглядит следующим образом:
| Календарный год | Продажи в США | Продажи в Европе | Продажи в России | Продажи в Канаде |
| --------------- | ------------- | ---------------- | ---------------- | ---------------- |
| 2001            | 11 268        | 27 734           | —                | —                |
| 2002            | 7784          | 19 039           | —                | —                |
| 2003            | 6023          | 14 629           | 4                | —                |
| 2004            | 7360          | 38 417           | 111              | 501              |
| 2005            | 11 278        | 36 823           | N/A              | 798              |
| 2006            | 10 410        | 27 128           | 115              | 757              |
| 2007            | 7270          | 20 834           | 118              | 736              |
| 2008            | 4941          | 18 529           | 116              | 519              |
| 2009            | 2566          | 10 805           | 70               | 371              |
| 2010            | 1980          | 8779             | 26               | 324              |
| 2011            | 3220          | 17 729           | N/A              | 375              |
| 2012            | 4595          | 17 731           | 143              | 512              |
| 2013            | 4757          | 12 594           | 115              | 374              |
| 2014            | 4737          | 11 114           | 136              | 369              |
| 2015            | 4182          | 10 369           | N/A              | 270              |